# 門仔塘

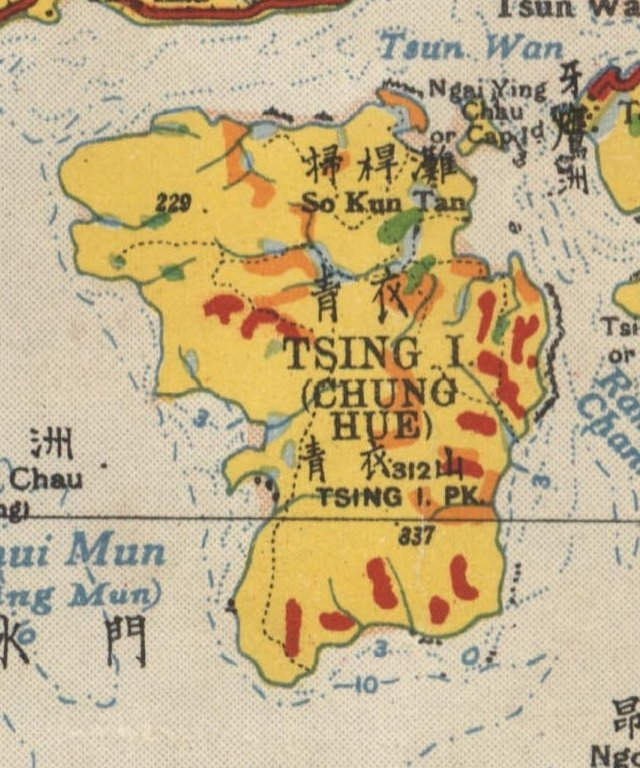
青衣島與牙鷹洲之間的門仔塘在1936年地圖的位置。

門仔塘（英語：Mun Tsai Tong，亦作Moon Tsai Tong）是昔日香港新界藍巴勒海峽的一個漁港兼避風塘，位於青衣島與牙鷹洲之間，即現時的長安邨及長發邨一帶。門仔塘有東面和北面兩個缺口，連接藍巴勒海峽，現在已被填海成為陸地。

## 歷史
門仔塘雖然自古以來是避風塘，但全盛時期是1960年代。當時葵涌被大規模填海以發展荃灣新市鎮，整個醉酒灣也成為陸地。本來居住於該灣的水上人，只好到對面的青衣島岸邊的門仔塘停泊船隻。而美國經援協會於門仔塘附近的山丘協助漁民建屋，後來交由香港明愛發展。這些鄉村便是現時青衣城對面一帶的漁民村和聖保祿村。此外，香港魚類統營處亦於山丘頂部興建一間青衣漁民子弟學校，為漁民子女提供教育。
踏入1980年代，新市鎮的發展延伸至青衣島北部，整個門仔塘被填平。因此，政府於1983年將該處漁民安置上樓，當中很多人遷往長青邨青桃樓，該樓是專門為這批漁民而建的。

## 外部鏈接
- 快閃香港：青衣漁民 香港電台 2021-07-20（繁體中文）